# Eccidio del Pian del Lot
1944
piombo nemico qui falciava le vostre radiose e fiorenti
giovinezze. Italia e mamma fu il vostro
ultimo grido mentre la terra che per tredici mesi
vi fu letto di morte copriva i vostri corpi straziati
e agonizzanti
Parenti e amici offrono nel ricordo del vostro martirio»
(Lapide sul luogo dell'eccidio)
L'eccidio del Pian del Lot fu una strage compiuta dai nazisti verso giovani rastrellati come rappresaglia per l'uccisione del caporale della difesa antiaerea FlaK Walter Wohlfahrt, avvenuta a Torino per mano di un commando gappista.

## Gli avvenimenti
Il 30 marzo 1944, in un agguato dei GAP, fu ucciso il caporale tedesco Walter Wohlfahrt, che si trovava sul ponte Umberto I a Torino. Il comando tedesco in città decise come atto di rappresaglia la fucilazione di alcuni giovani rastrellati in precedenza, presso la Val di Lanzo e la Val Pellice, nonché reclusi nel carcere "Le Nuove". Come luogo per la rappresaglia fu scelto il Pian del Lot sulla collina torinese, nei pressi dell'attuale Parco delle Repubbliche Partigiane Piemontesi. Grazie alla posizione dominante sulla città, questo luogo divenne uno dei capisaldi delle truppe nazifasciste nella seconda guerra mondiale. Sul pianoro i militari installarono otto postazioni antiaeree della FlaK dove Wohlfahrt prestava servizio, postazioni tuttora esistenti ma ormai nascoste da una fitta vegetazione.
Secondo il testimone oculare Giovanni Borca (detto "Oscar"), un partigiano catturato, i prigionieri furono caricati sui camion e portati nel luogo dell'esecuzione. Una volta sul posto, con le mani legate, furono portati nei pressi di una fossa dove, a gruppi di quattro, furono falciati dalle mitragliatrici; alcuni di essi tuttavia erano ancora vivi quando furono ricoperti dalla terra. Borca si salvò perché, insieme ad altri prigionieri, aveva il compito di ricoprire la fossa comune; al suo rientro in carcere gli fu intimato di restare in silenzio sull'accaduto. I corpi furono riesumati il 27 maggio 1945, a guerra finita. 
Nella fossa si contarono ventisette giovani massacrati, dei quali sette non identificati; studi recenti degli ultimi anni sono riusciti a dare un nome a 3 di questi cadaveri.
Il 2 aprile di ogni anno, nei pressi del luogo dell'eccidio, si celebra una cerimonia commemorativa delle vittime della strage.